# لورينزو سنو
لورينزو سنو (بالإنجليزية: Lorenzo Snow)‏ هو سياسي أمريكي، ولد في 3 أبريل 1814 في مقاطعة بورتج في الولايات المتحدة، وتوفي في 10 أكتوبر 1901 في سولت ليك في الولايات المتحدة بسبب ذات الرئة.

## روابط خارجية
- لورينزو سنو على موقع الموسوعة البريطانية (الإنجليزية)